# Pteridium campestris
Pteridium campestris là một loài dương xỉ trong họ Dennstaedtiaceae. Loài này được Schrad. mô tả khoa học đầu tiên năm 1824.
Danh pháp khoa học của loài này chưa được làm sáng tỏ. 